# Història del pensament econòmic

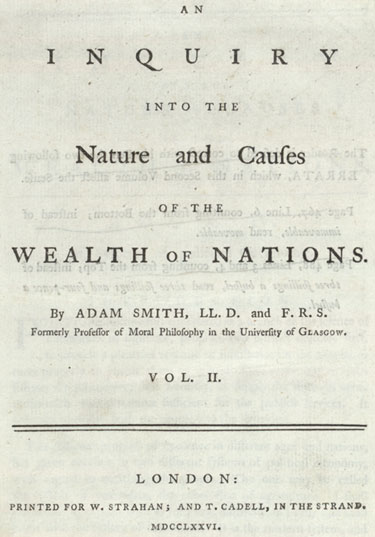
Adam Smith, The Wealth of Nations.

La història del pensament econòmic és la branca de l'economia que estudia la història dels esforços intel·lectuals per comprendre i explicar els fenòmens comuns de la naturalesa. És a dir, és la disciplina que tracta del procés cronològic del naixement, desenvolupament i canvi de les distintes idees i diferents economies en diverses societats, mostrant la contribució del pensament econòmic dominant a l'economia moderna.

## Període preclàssic
Es troben poques idees econòmiques en el pensament antic. En efecte, als primers autors preclàssics no els interessava els mercats atès que tenien relativament poca importància en les activitats diàries de la població. Així, els pensadors xinesos, grecs, àrabs i escolàstics no van analitzar l'economia com una disciplina independent. Els interessava més aviat qüestions molt més àmplies i filosòfiques. Tot i així, les seves idees sobre alguns fenòmens econòmics han servit de base per a pensadors posteriors. Al món occidental, l'economia no va ser una disciplina separada, sinó que formava part de la filosofia fins a la Revolució Industrial dels segles XVIII i XIX i la Gran Divergència del segle XIX, que va accelerar el creixement econòmic al món.

### El pensament xinès
La majoria dels escrits xinesos sobre economia són, més aviat, reflexions sobre l'administració pública dins de models ètics que no pas estudis estrictament científics. No obstant això, l'obra de Guan Zhong polític de l'estat de Qi durant el període de Primaveres i Tardors destaca perquè surt del motlle administratiu. La teoria més important que emet és sobre “allò lleuger i allò pesat”. Amb aquests termes intenta descriure la llei de l'oferta i la demanda. Així, Guan Zhong sosté que quan el diner és pesat el seu preu puja, mentre que quan és lleuger el seu preu baixa. Per aturar aquestes fluctuacions proposava a l'Estat de comprar bens quan el diner fos pesat i vendre bens quan fos lleuger.
Fan Li, assessor del rei Goujian de Yue, va escriure sobre qüestions econòmiques i va desenvolupar les Regles d'Or de l'Èxit Empresarial.. Discursos sobre la sal i el ferro va ser un dels primers debats registrats sobre la intervenció estatal i el laissez faire.

### El pensament grec
Els autors més destacats són Aristòtil i Plató; sent “La República” l'obra més important del segon. Tot i així, es poden citar altres autors com Xenofont i la seva obra “Ecònomic” o Demòcrit, que havia defensat la divisió del treball i incentivat la propietat privada com a element d'activació econòmica. Aristòtil és important per la influència que ha exercit en les idees econòmiques durant el període de l'escolasticisme.
Es produeixen dues visions diferents sobre la ciutat ideal entre Aristòtil i Plató. Plató afirma que la classe governant no pot tenir accés a la propietat privada, sinó que ha de tenir propietat comunitària. Aristòtil, per contra, creu que la propietat privada compleix una funció útil en la societat. Tanmateix, condemna la cerca del benefici atès que diferencia les necessitats del desig. Per necessitat hom cerca el benefici, sent aquest el cas, es tractaria d'una pràctica natural, mentre que la cerca del benefici per desig ja no l'és.

### El pensament hindú
Els vedas contenen idees econòmiques, i d'ells, Atharvaveda és el que més en parla. Chanakya, durant l'Imperi Maurya, va ser l'autor de l'Arthashastra juntament amb diversos savis indis, un tractat sobre govern, política econòmica i estratègia militar. L'Arthashastra planteja la teoria que hi ha quatre camps de coneixement necessaris: els Vedas, l'Anviksiki (filosofia de Samkhya, Ioga i Lokayata), la ciència del govern i la ciència de l'economia (agricultura, el bestiar i el comerç), i d'aquests quatre es deriven tots els altres coneixements, riquesa i prosperitat humana.

### El pensament àrab
Es creu que les primeres formes de mercantilisme i capitalisme es van desenvolupar a l'edat d'or de l'islam a partir del segle ix. El primer comerç islàmic va aplicar una sèrie de conceptes i tècniques, com ara lletres de canvi, formes de societat de negocis (mufawada) com les societats limitades (mudaraba) i les primeres formes de capital (al-mal), acumulació de capital (nama al-mal), xecs, pagarés, fideïcomisos (waqf), comptes de transaccions, préstecs, llibres majors i cessions. Les empreses organitzatives independents de l'estat també existien al món islàmic medieval, mentre que també es va introduir la institució de l'agència. L'Europa medieval va adoptar i desenvolupar molts d'aquests conceptes a partir del segle XIII. Una economia de mercat va florir al món islàmic sobre la base d'un sistema econòmic semblant al capitalisme mercantil. El treball va promoure la formació de capital a la societat islàmica medieval, i un nombre considerable de propietaris de fons monetaris i metalls preciosos van desenvolupar capital financer. Els capitalistes (sahib al-mal) es van situar en el punt àlgid del seu poder entre els segles IX i XII, però la seva influència va disminuir després de l'arribada dels ikta (propietaris de la terra) i després que la producció fos monopolitzada per l'estat, ambdós que van dificultar el desenvolupament del capitalisme industrial al món islàmic.
Els estudis islàmics medievals examinen les qüestions econòmiques en el context més ampli de les seves idees religioses. Vist que es considerava que totes les activitats humanes estaven interrelacionades i sotmeses al govern de la llei divina, era difícil formular un model econòmic analític. Així doncs, Abu Hamid al-Ghazali escriu enfocat en temes religiosos encara que en els seus escrits es pot apreciar com s'adona de la necessitat de posar una moneda en circulació que vingui a substituir la barata. Fou teòleg, filòsof, jurista i mestre sufí. Ibn Khaldun, per la seva banda, descriu un primer cicle de desenvolupament, fet que el porta a tocar temes com la demografia, l'oferta, la demanda, els preus, els bens, les excedències agregades o la formació de capital. Fou historiador, filòsof i polític d'origen andalusí.

### Escolasticisme
Sant Tomàs d'Aquino és l'autor més rellevant de l'escolasticisme. Com al món islàmic, les qüestions econòmiques les aborda des d'un punt de vista religiós. En el seu intent per adaptar-se als incipients canvis econòmics de l'època, St. Tomàs d'Aquino aborda qüestions com la propietat privada i els conceptes de preu just i usura.
Els seus escrits són un intent de conciliar la doctrina cristiana amb l'activitat econòmica. Així mira de justificar els beneficis de la propietat privada. Pren les idees del pensament grec. Sosté que si el comerciant contribueix al benestar públic i si els seus preus són justos, de manera que el comprador com el venedor surten beneficiats, el comerciant actua correctament. Condemna, però, els interessos per usura.

### El renaixement
El feudalisme, una societat estamental, autàrquica i pobre, dona pas a una societat amb grans nivells de mobilitat social i geogràfica i una classe mitjana consolidada i uns nivells de riquesa material desconeguts fins aleshores, un procés molt gradual impulsat pel capitalisme, un nou sistema econòmic basat en el comerç, que fa florir ciutats amb grans nivells de riquesa material i es consoliden com a centres de poder amb el desenvolupament dels drets de propietat i el dret mercantil, que afavoreixen l'aparició del treball cooperatiu en massa i del crèdit i els mercats de capitals, i un desenvolupament tecnològic que propicia l'aparició d'excedents amb els quals comerciar i permet el desenvolupament de cadenes de valor.

## Precursors del pensament econòmic clàssic
Al segle XVII arriba la Il·lustració, i amb el despotisme il·lustrat es produeix una certa liberalització de la producció comercial i industrial, i es creen bancs i fomenta l'ús de diners fiduciaris, es fomenta el desenvolupament industrial equipant les fàbriques existents i instal·lant noves fàbriques, i els governants s'esforcen en reestructurar la xarxa de transport per facilitar la circulació de productes. A partir de la dècada de 1760, els funcionaris de França i Alemanya van començar a confiar cada cop més en dades quantitatives per a la planificació sistemàtica, especialment pel que fa al creixement econòmic a llarg termini, combinant l'agenda utilitària del despotisme il·lustrat amb les noves idees que s'estaven desenvolupant en el pensament econòmic. A Alemanya i França, la tendència va ser especialment forta en el cameralisme i la fisiocràcia. El control centralitzat necessitava informació sistemàtica centralitzada sobre la nació. Una renovació important va ser la recollida, l'ús i la interpretació de dades numèriques i estadístiques, que van des d'estadístiques comercials, informes de collita, avisos de defunció fins a censos de població.

### Mercantilisme
El mercantilisme no és una escola de pensament econòmic, però un conjunt de propostes econòmiques desarticulades entre elles. El mercantilisme va dominar Europa del segle XVI al XVIII. Malgrat el localisme de l'Edat Mitjana, la decadència del feudalisme va veure que els nous marcs econòmics nacionals començaven a enfortir-se. Després que els viatges del segle XV de Cristòfor Colom i altres exploradors obrissin noves oportunitats de comerç amb el Nou Món i Àsia, les monarquies recentment poderoses volien un estat militar més poderós per augmentar el seu estatus. El mercantilisme va ser un moviment polític i una teoria econòmica que defensava l'ús del poder militar de l'estat per garantir la protecció dels mercats locals i les fonts de subministrament, generant el proteccionisme.
La major part dels escrits del mercantilisme aparegueren a la Gran Bretanya, i Thomas Mun pot considerar-se'n un dels principals escriptors, amb la seva obra pòstuma, El tresor mitjançant el comerç exterior (1664). Els teòrics mercantils sostenien que el comerç internacional no podia beneficiar tots els països alhora. S'hauria de mantenir una balança comercial positiva mitjançant un superàvit d'exportacions, sovint recolzat per la força militar. Malgrat la prevalença del model, el terme mercantilisme no va ser encunyat fins al 1763, per Victor Riqueti i popularitzat per Adam Smith el 1776, que s'hi va oposar enèrgicament.
Durant aquest període hi hagué molts escriptors, cadascun enfocat en temes molt variats. Però, en general, el pensament del mercantilisme es pot entendre en les seves suposicions: els mercantilistes assumien que la riquesa total del món era fixa; per tant, en el comerç entre nacions, l'increment en la riquesa i el poder econòmic d'una nació s'aconseguien necessàriament a expenses d'una altra. És en aquest sentit que els mercantilistes s'oposaven a la importació de productes, però n'encoratjaven l'exportació. A més a més, els mercantilistes només s'interessaven de la riquesa nacional i no pas de la individual; la riquesa nacional, de fet, es basava en la pobresa de molts. Advocaven pels salaris baixos, per tal de permetre avantatges competitius en el comerç internacional (i així incrementar la riquesa nacional), i perquè creien que els salaris superiors al nivell de subsistència causarien una reducció en l'esforç laboral. Els mercantilistes també estudiaren el paper dels diners en la determinació del nivell general de preus. Tot i així, no hi hagué cap escriptor que presentés un resum o un esquema de l'economia ideal, com ho faria Adam Smith posteriorment, sinó que cada mercantilista s'enfocava en una àrea o problema específic. El mercantilisme mateix, però, feu impossible la creació d'una teoria general de l'economia. En retrospectiva, els mercantilistes veien el sistema econòmic com un joc de suma nul·la; en què els guanys d'un partit requerien les pèrdues d'un altre. Així doncs, qualsevol política que beneficiés un grup, per definició danyaria un d'altre, i no hi havia cap possibilitat que l'economia pogués utilitzar-se per maximitzar el "benestar" o el "bé comú". Els escrits mercantilistes en general foren redactats per racionalitzar algunes pràctiques específiques d'aleshores i no pas com a investigació de les millors polítiques per a l'economia.

### Fisiocràcia

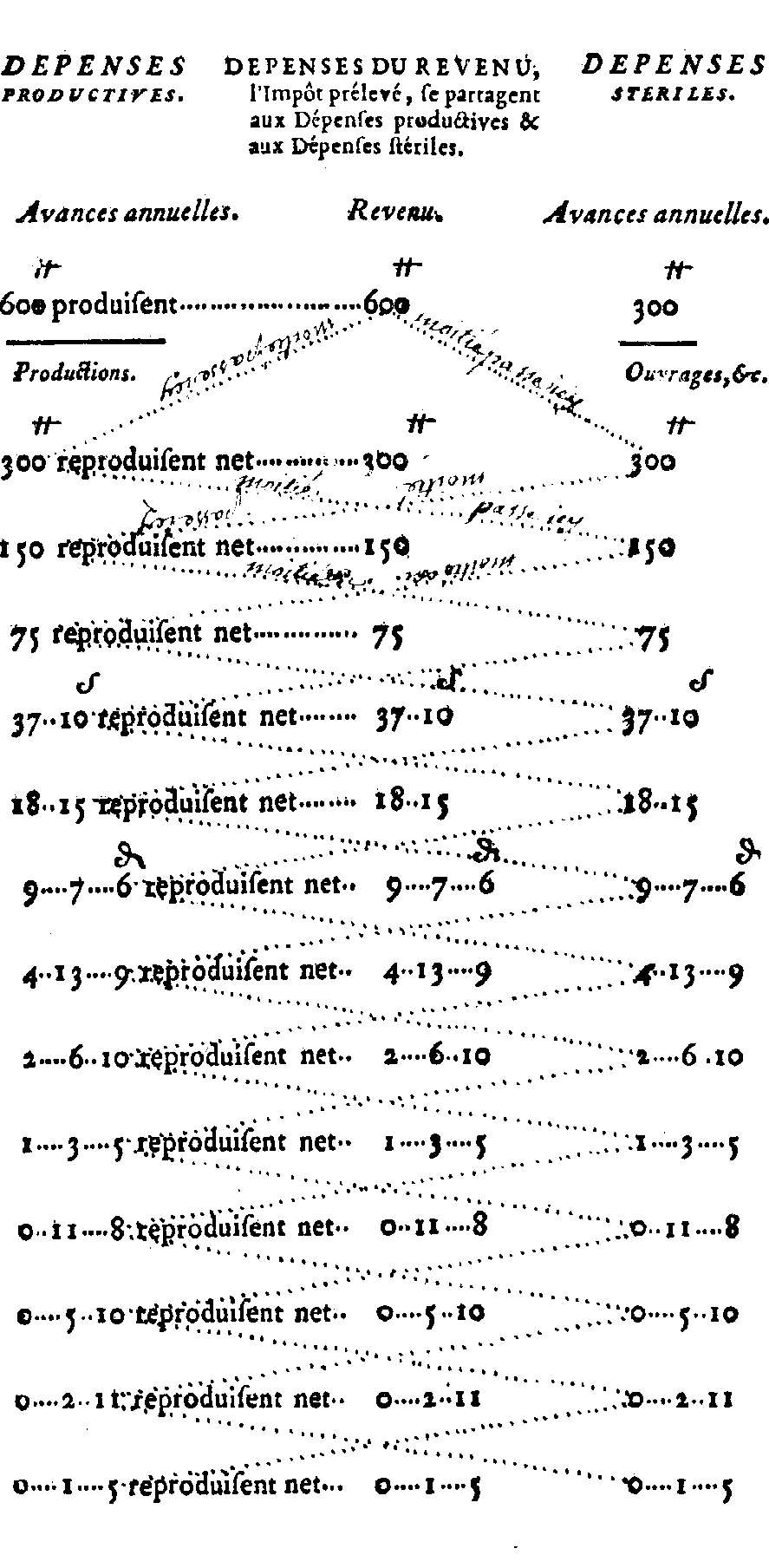
Tableau Économique de Quesnay

La fisiocràcia té com a principal autor a François Quesnay. François Quesnay (1694-1774) fou metge cirurgià, metge del rei Lluís XV de França, secretari general de l'Acadèmia de cirurgia i autor del Tableau Économique, o “quadre econòmic”, és a dir, la primera representació esquemàtica de l'economia. El pensament de Quesnay ha tingut força influència vist que un dels seus deixebles, Anne Robert Jacques Turgot, treballà pel compte de Lluís XV en tant que inspector de finances i com a tal va abolir els gremis dels artesans. Responsable de la cèlebre frase “lassez faire, laissez passer” ambdós representen la primera escola de pensament econòmic de la història.
Inspirat per la Il·lustració i pel seu ofici, Quesnay creu que l'economia es regeix per les mateixes lleis de la naturalesa. De fet, fisiocràcia prové del grec i significa “govern de la natura”. Per als fisiòcrates, la terra és la font de la riquesa perquè genera alguna cosa nova i és la que fa circular afegits dins l'economia. Així doncs, l'estat no ha d'intervenir per modificar-la, és a dir, la fisiocràcia s'oposa al mercantilisme adoptant les idees liberals del “laissez faire, laissez passer”.
El “Tableau Économique” de Quesnay presenta l'economia com un sistema, un quadre general. S'hi veu representat el circuit econòmic el qual admet l'existència de tres classes: la classe productiva (l'agricultor), la classe estèril (mercaders, comerciants i artesans) i aquells que viuen de la renta (noblesa i clergat). Basant-se en aquest circuit, Quesnay demostra que és la terra, és a dir, l'agricultor qui genera riquesa dins l'economia, raó per la qual aconsella el liberalisme i l'abolició del sistema feudal per tal de recaptar els imposts amb més facilitat allà on hi ha riquesa.

## Economia clàssica
William Petty va escriure al segle xvii diferents texts sobre economia moderna. Va parlar amb Quesnay d'anatomia i de fisiologia social, van estudiar la renta mitjançant les classes socials de la mateixa manera que la sang entre els diversos òrgans del cos humà. Petty distingia dos factors de producció: el treball i la terra «el treball és el pare... de la riquesa i la terra és la seva mare».

### Adam Smith
Adam Smith va desenvolupar teorias dels sentiments en el seu llibre La Teoria dels Sentiments Morals publicat al 1759: els individus es mouen per interès individual, amor propi, havent lloc per a l'empatia. Smith va buscar la manera de rebatre les idees de Thomas Hobbes (autor de Leviatan) i de Bernard Mandeville. Per a Mandeville, la prosperitat pública és el resultat del comportament dels vicis.
Fundador de l'economia com a ciència, Smith va escriure el llibre Indagació sobre la naturalesa i les causes de la riquesa de les nacions, considerat el primer tractat sobre economia política i text fundacional de l'economia clàssica. Les seves aportacions a la teoria van ser àmplies, i entre elles destaca la diferenciació entre peu i valor d'ús de bens. Va considerar que la tendència natural de l'home a enriquir-se és beneficiosa per al conjunt de la societat, que la divisió del treball i l'especialització porten el creixement a la producció. El seu concepte de mà invisible postula que el creixement i el desenvolupament són processos naturals provinents de l'ambiió de l'home per enriquir-se i que l'Estat no hauria d'intervenir-hi. Així, quan més lliure sigui la competència, millor serà per al conjunt de la societat.
Smith aplica un paper a l'Estat. L'Estat desenvolupa un paper fundacional, important en la defensa i la justícia i en el finançament d'obres i institucions públiques que no poden portar a terme els individus. La Riquesa de les Nacions ha inspirat la resta dels economistes clàssics per a formular posteriors teories.

### David Ricardo
La obra més important de David Ricardo, Principis d'economia política i tributació (On the Principles of Political Economy and Taxation), constitueix l'exposició més madura i precisa de l'economia clàssica; en el prefaci afirma que "el principal problema de l'economia política és determinar les lleis que regulen la distribució". D'entre les seves contribucions destaca especialment la teoria de l'avantatge comparatiu, que defineix els avantatges del comerç internacional suggerint que hi ha un benefici mutu nacional del comerç, i en essència és una ampliació de la divisió del treball proposada per l'Adam Smith. També se li atribueix la idea que afirma que el salari real dels treballadors romandrà proper al nivell de subsistència encara que hi hagi intents d'incrementar-los, coneguda com la Llei de ferro dels salaris, basada a la vegada en les idees de Thomas Malthus.

### Thomas Malthus
En Principis de l'economia política, publicat l'any 1820, va explicar l'atur basant-se en la insuficiència de la demanda. Així, va criticar la llei de mercats de J. B. Say, segons la qual tota oferta genera la seva pròpia demanda. Aquesta llei afirma que els problemes de l'ofert a(costs) són la raó fonamental de les crisis econòmiques. Al contrari, Thomas Malthus explica que el problema fonamental de l'economia és la carència de demanda efectiva. És un dels primers autors que té una teoria sobre l'atur.

## Revolució industrial
Entre el final de 1870 i mitjans de 1890 es va produir una segona revolució industrial que va néixer de la utilització de noves fonts d'energia: l'electricitat i el petroli, apareixen bancs de negocis que treballen amb capitals propis i inverteixen en la indústria, que acaben controlant en dependre dels seus crèdits. La fusió entre el capital industrial i el bancari va donar pas al capitalisme financer o monopolista. La lliure competència entre capitalistes va cedint el pas al predomini dels grans grups financers. D'una etapa de competència passa a una de concentració, i Europa, Estats Units i Japó van reforçar el proteccionisme. Els moviments sindicals van tenir una intensa activitat i hi va haver gran difusió de l'educació i la ciència. La disciplina de l'economia es va professionalitzar es van desenvolupar l'economia neoclàssica i el marginalisme, amb teòrics com Alfred Marshall, Vilfredo Pareto, William Stanley Jevons i Léon Walras.

### Economia neoclàssica
L'economia neoclàssica és una aproximació a l'economia en què la producció, el consum i el preu de béns i serveis s'observen com a impulsades pel model d'oferta i demanda. Segons aquesta línia de pensament, el valor d'un bé o servei es determina mitjançant una hipotètica maximització de la utilitat per part d'individus amb ingressos limitats i dels beneficis per part de les empreses que s'enfronten als costos de producció i utilitzen la informació disponible i els factors de producció. Aquest enfocament s'ha justificat sovint apel·lant a la teoria de l'elecció racional.

#### Marginalisme
L'escola clàssica d'economia creia en un concepte anomenat teoria del valor del treball que emfatitzava la idea que la quantitat de temps que es necessitava per produir un bé determinava el seu valor, en canvi l'economia neoclàssica creia que la utilitat marginal del be és el que determina el seu valor, centrant-se en el valor que el consumidor rebia del bé a l'hora de determinar-ne el valor, i, per tant, el valor de canvi dels béns es pot utilitzar per descriure el valor d'ús dels béns. Així, quan augmenta el consum d'un bé, la seva utilitat disminueix a mesura que es consumeix, i es continuaria consumint fins que la utilitat marginal fos igual al preu. William Stanley Jevons va formular una teoria de preus tenint en compte aquesta utilitat marginal i va afirmar que la producció de costos determina l'oferta; l'oferta determina el grau final d'utilitat; i el grau final d'utilitat determina el valor. Léon Walras va ser capaç d'articular la maximització de la utilitat del consumidor molt millor que Jevons i Carl Menger assumint que la utilitat estava lligada al consum de cada bé.

#### Escola Austríaca
L'escola Austríaca es va originar a Viena a l'Imperi Austríac a finals del segle xix. El llibre Principis d'Economia (Grundsätze der Volkswirtschaftslehre) de Carl Menger de 1871 es considera generalment la fundació de l'escola austríaca, que sosté que la teoria econòmica hauria de derivar exclusivament dels principis bàsics de l'acció humana. Considerada pròxima al liberalisme i neoliberalisme per les seves idees sobre l'organització social, política i econòmica, defensa el sistema d'Oferta i demanda. Alguns dels membres destacats d'aquesta escola són Friedrich Hayek, Eugen von Böhm-Bawerk, Friedrich von Wieser, Ludwig von Mises, Murray Rothbard, Carl Menger i Israel Meir Kirzner.

### Economia marxista
L'economia marxista es fonamenta en la crítica de Karl Marx a l'economia política i comprèn diverses teories diferents i inclou múltiples escoles de pensament, que de vegades s'oposen entre si; en molts casos l'anàlisi marxista s'utilitza per complementar, o per complementar, altres enfocaments econòmics. Marx va definir la Llei del valor que sosté que el valor d'una mercaderia és el temps de treball socialment necessari invertit en ella, i els capitalistes no paguen als treballadors el valor total de les mercaderies que produeixen i únicament compensen el treballador per la mà d'obra necessària, que només és una fracció d'una jornada laboral completa, mentre que la resta, el treball excedent, queda en mans del capitalista com a benefici, així la bretxa entre el valor que produeix un treballador i el seu salari és una forma de treball no remunerat, coneguda com a plusvàlua. A més, Marx argumenta que els mercats tendeixen a enfosquir les relacions socials i els processos de producció; va anomenar a aquesta mercaderia fetitxisme. La gent és molt conscient de les mercaderies, i normalment no pensa en les relacions i el treball que representen. L'anàlisi de Marx porta a la consideració de la crisi econòmica a partir de la teoria dels cicles econòmics formalitzada per Richard Goodwin a l'article A Growth Cycle en 1967. Per resoldre la contradicció burgesa entre la propietat dels mitjans de producció i el propi "acte social" de producció, Marx va proposar la socialització dels mitjans de producció, i per eliminar les pertorbacions de l'economia capitalista, Marx va postular una "gestió racional" de l'economia, que substituiria les forces "caòtiques" del mercat impulsades per una "suma de preferències individuals".

## Principis del segle XX
Quan va esclatar la Primera Guerra Mundial en 1914, Alfred Marshall encara estava treballant en les seves últimes revisions dels seus Principis d'economia. El clima inicial d'optimisme del segle XX aviat es va desmembrar violentament a les trinxeres del Front occidental. Durant la guerra, la producció britànica, alemanya i francesa es va transformar en militar. El 1917 Rússia es va endinsar en una revolució liderada per Vladimir Lenin i que va promoure l'economia marxista i va col·lectivitzar els mitjans de producció, i aquell mateix any els Estats Units d'Amèrica van entrar a la guerra en el bàndol dels aliats. El 1918 Alemanya va llançar una ofensiva de primavera que va fracassar i, quan els aliats van contraatacar, Alemanya va entrar en la revolució Alemanya, el seu govern interí va demanar la pau sobre la base dels Catorze punts de Wilson. Després de la guerra, Europa estava en ruïnes, econòmicament, físicament i psicològicament, i el seu futur depenia de les resolucions de la Conferència de Versalles de 1919.
Després de la Primera Guerra Mundial, Europa i la Unió Soviètica van quedar en ruïnes, i l'Imperi Britànic s'acostava al seu final, deixant els Estats Units com la potència econòmica mundial preeminent. Els economistes institucionals havien estat en gran manera crítics amb l'American Way of Life especialment el consum conspicu d'els feliços anys vint abans del Crac del 29.

## Keynesianisme
En la dècada de 1930, després del crac del 29 els països occidentals van viure la Gran Depressió, per a la què el marginalisme no estava capacitat per respondre. L'elecció com a president de Franklin Delano Roosevelt i l'establiment del New Deal el 1932 marcà l'inici del final de la Gran Depressió als Estats Units. No obstant això, a Alemanya, la desaparició del finançament exterior, a principis de la dècada de 1930, i l'augment de les dificultats econòmiques, van propiciar l'aparició del nacional-socialisme i l'arribada al poder d'Adolf Hitler.
Les idees de John Maynard Keynes recollides a Teoria general de l'ocupació, l'interès i el diner, publicat el 1936 van donar pas al keynesianisme, que determina que les decisions d'estalvi les prenen uns individus en funció dels seus ingressos mentre que les decisions d'inversió les prenen els empresaris en funció de les seves expectatives, sense que hi hagi raó per la qual estalvi i inversió hagin de coincidir. Quan les expectatives dels empresaris són favorables, els grans volums d'inversió provoquen una fase expansiva, i quan les expectatives són desfavorables, la contracció de la demanda pot provocar una depressió, i l'Estat pot impedir la caiguda de la demanda augmentant les despeses pròpies. El keynesianisme va ser adoptat com a paradigma dominant a totes les universitats occidentals i els governs dels països industrialitzats van iniciar una política d'intervenció activa augmentant progressivament la despesa i el pes del sector públic.

## Post guerra mundial i globalització
Els Estats Units d'Amèrica va conduir a Acords de Bretton Woods el 22 de juliol de 1944, en què els principals governs establien el marc de la política monetària internacional, el comerç i les finances, i la fundació de diverses institucions internacionals destinades a facilitar el creixement econòmic reduint barreres comercials. L'era de la globalització va començar amb el final de la Segona Guerra Mundial i l'ascens dels EUA com a primera potència econòmica del món, juntament amb les Nacions Unides. Per evitar una altra depressió global, els països aliats victoriosos van perdonar a Alemanya els seus deutes de guerra i van utilitzar els seus excedents per reconstruir Europa i fomentar la reindustrialització d'Alemanya i Japó. A la dècada de 1960 va canviar el seu paper per reciclar els excedents mundials.

### Escola d'Economia de Chicago
Les polítiques monetàries i fiscals intervencionistes del govern que van recomanar els economistes keynesians de la postguerra van ser atacades per un grup de teòrics que treballaven a la Universitat de Chicago, que a la dècada de 1950 va ser coneguda com l'Escola d'Economia de Chicago. Abans de la Segona Guerra Mundial, Frank Knight, Jacob Viner i Henry Calvert Simons van fundar la Old Chicago School of Fort Keynesians. La segona generació era coneguda per una línia de pensament més conservadora, que reafirmava una visió llibertària de l'activitat del mercat segons la qual la gent és millor deixar-se a si mateixa per ser lliure d'escollir com dirigir els seus propis assumptes.

#### Nova macroeconomia clàssica
A principis de la dècada de 1970, l'economista nord-americà de l'escola de Chicago Robert Lucas va fundar la nova macroeconomia clàssica basada en la crítica monetarista de Milton Friedman a la macroeconomia del keynesianisme, i la idea de les expectatives racionals, proposada per primera vegada el 1961 per John F. Muth, oposant-se a la idea que la intervenció del govern pot o hauria d'estabilitzar l'economia. També es va adoptar en 1975 la Proposició Política-Ineficàcia de Thomas J. Sargent i Neil Wallace, que semblava refutar un supòsit bàsic de l'economia keynesiana. La funció d'oferta agregada de Lucas afirma que la producció econòmica és una funció dels diners o del preu "sorpresa". Lucas va rebre el Premi Nobel d'Economia 1995.
El model de Lucas va ser substituït com a model estàndard de la nova macroeconomia clàssica per la teoria dels cicles econòmics reals, proposada el 1982 per Finn E. Kydland i Edward C. Prescott, que pretén explicar les fluctuacions observades en la producció i l'ocupació en termes de variables reals com els canvis de tecnologia i de gustos. Suposant mercats competitius, la teoria del cicle econòmic real implica que les fluctuacions cícliques són respostes òptimes a la variabilitat de la tecnologia i els gustos, i que les polítiques d'estabilització macroeconòmica han de reduir el benestar.

### Teoria dels jocs
La teoria de jocs moderna va començar amb la idea d'equilibris d'estratègia mixta en el joc de suma zero de dues persones i la seva demostració per John von Neumann utilitzant el Teorema del punt fix de Brouwer en mapes continus en conjunts convexos compactes, que es va convertir en un mètode estàndard en teoria de jocs i economia matemàtica. El seu llibre de 1944 Theory of Games and Economic Behavior, escrit conjuntament amb Oskar Morgenstern considerava els jocs cooperatius de diversos jugadors. La segona edició d'aquest llibre va proporcionar una teoria axiomàtica de la utilitat esperada, que va permetre als estadístics i economistes matemàtics tractar la presa de decisions sota incertesa. La teoria de jocs va ser desenvolupada àmpliament a la dècada de 1950 per molts estudiosos. Es va aplicar explícitament a l'evolució a la dècada de 1970, encara que desenvolupaments similars es remunten almenys als anys trenta. La teoria de jocs ha estat àmpliament reconeguda com una eina important en molts camps. Fins al 2020, amb el Premi Nobel de Ciències Econòmiques a Paul Milgrom i Robert B. Wilson, quinze teòrics de jocs han guanyat el Premi Nobel d'economia. John Maynard Smith va rebre el premi Crafoord per la seva aplicació de la teoria de jocs evolutius.

### Economia de la informació
L'economia de la informació és la branca de l'economia que estudia la manera en la qual la informació afecta les decisions econòmiques. La informació té un paper especial, ja que és fàcil de produir-la, però difícil de controlar i avaluar la veracitat. El 1970 George Akerlof va publicar el document The Market for Lemons, fundant la teoria de l'economia de la informació, i ell i Joseph Eugene Stiglitz van rebre el Premi Nobel d'Economia l'any 2001 pel seu treball en economia de la informació.
L'economia de la informació estudia entre d'altres les asimetries de la informació, l'economia dels béns de la informació i l'economia de la tecnologia de la informació. La informació té un paper creixent en l'economia. Tant que necessitava un suport material (llibre, disc...) es podia tractar com qualsevol mercaderia, però per la desmaterialització dels suports esdevé una mercaderia atípica dins del sistema capitalista: per la informatització i internet, el cost de la seva reproducció i distribució ha esdevingut una part infima del cost de la seva producció. Per la seva immaterialitat creixent, no respon a les lleis del mercat de productes materials, malgrat el desenvolupament del concepte de propietat intel·lectual i lleis per protegir-la. Paral·lelament al programari i el contingut propietari, es desenvolupa cada vegada més informació fora dels circuits comercials. Així per exemple, a un grup de músics, ja no li cal necessàriament una empresa discogràfica per difondre les seves creacions.

## Post crisi financera de 2008
L'any 2008 es va produir una crisi financera que va provocar una recessió global. Això va portar a alguns macroeconomistes i economistes financers a qüestionar l'ortodòxia actual. Una resposta va ser el ressorgiment keynesià com a consens entre alguns responsables polítics i economistes per a les solucions keynesianes, amb economistes com Dominique Strauss-Kahn, Olivier Blanchard, Gordon Brown, Paul Krugman i Martin Wolf. L'austeritat va ser una altra resposta amb polítiques de reducció del dèficit pressupostari del govern amb retallades de despesa, augments d'impostos o una barreja d'ambdós, amb dos articles acadèmics influents que donen suport a aquesta posició, Large Changes in Fiscal Policy: Taxes Versus Spending, publicat l'octubre de 2009 per Alberto Alesina i Silvia Ardagna on s'afirma que les mesures d'austeritat fiscal no van perjudicar les economies i, de fet, van ajudar a la seva recuperació, i Growth in a Time of Debt, publicat el 2010 per Carmen Reinhart i Kenneth Rogoff, que va analitzar el deute públic i el creixement del PIB entre 20 economies avançades i va afirmar que els països amb un deute alt havien crescut un -0,1% des de la Segona Guerra Mundial.